# Pamvo Berynda
Pamvo Berynda (okolo 1560 – 23. července 1632) byl ukrajinský lexikograf, spisovatel, básník, překladatel, vydavatel, typograf a rytec.

## Životopis
Narodil se v Haliči v druhé polovině 16. století. Své světské jméno Pavlo po vstupu do kláštera změnil na Pamvo.
Mezi lety 1597–1605 působil v Strjatynské tiskárně, v letech 1606–1608 v Krylovské tiskárně (nyní Ivanofrankivská oblast). V roce 1613 vstoupil do lvovského kláštera. Byl aktivním příslušníkem Lvovského bratrstva, pracoval v bratrské tiskárně a škole (1613–1619). Od roku 1619 žil v Kyjevě. Byl hlavním knihtiskařem, redaktorem a překladatelem v tiskárně Kyjevskopečerské lavry. Zde byl taky po své smrti v roce 1632 pohřben.

## Dílo
Nejvýznamnějším dílem Beryndy je první tištěný ukrajinský slovník „Лексикон славеноросский альбо імен толкование“ (Lexikon slavenorosský aneb výklad jmen), který vyšel ve dvou redakcích (1627; 1653). Slovník obsahuje kolem sedmi tisíc slov církevněslovanského jazyka s překladem a výkladem v ukrajinském spisovném jazyce počátku 17. století. Při komponování slovníku byl Berynda motivovaný snahou reformovat církevněslovanskou literární tradici, která by byla schopná konkurovat latinské katolické tradici a polské kultuře. Jeho slovník významnou mírou stimuloval rozvoj ukrajinské, ale také běloruské, polské, ruské a rumunské lexikografie.